# Batallón de Vehículos Anfibios N.º 1
El Batallón de Vehículos Anfibios N.º 1 es una unidad de la Infantería de Marina de la Armada Argentina perteneciente a la Fuerza de Infantería de Marina de la Flota de Mar y con acuartelamiento en la Base Baterías, provincia de Buenos Aires.

## Historia
Fue creado el 27 de diciembre de 1947 como Batallón de Tropas Especiales N.º 1; en 1952 adoptó el nombre Batallón de Vehículos Anfibios N.º 1.

### Tensión con Chile
En 1978 la Infantería de Marina al completo, reforzada con algunas tropas del Ejército y de la Prefectura, se había colocado en la Isla Grande de Tierra del Fuego. Esto incluía su equipamiento completo, artillería de apoyo y logística operativa.
La Operación Soberanía era el nombre del plan militar argentino para tomar el control de la zona reclamada. La IMARA y el Batallón de incluyeron en dicho plan. En la zona septentrional de la isla de Tierra del Fuego, se desplegó prácticamente la totalidad de la Infantería de Marina, alrededor de Río Grande. Este sector no contaba con un puerto apto y por ello operaba el Buque de Desembarco A.R.A. Cabo San Antonio. La fuerza militar incluía toda la Brigada de IM N°1 (BRIM N° 1), con sus tres batallones de línea BIM 1, BIM 2 y BIM 3. La brigada Fue reforzada por el BIM 5 y los BIM 6 y 7 (creados para ese hecho), la masa del Batallón de la PNA “Albatros” (igualmente de reciente creación). La brigada adoptó posiciones defensivas, lista a pasar a la ofensiva con eje hacia Punta Arenas desde el sur del Magallanes y eventualmente apoyar el esfuerzo principal con un asalto anfibio cruzando el estrecho.
Los batallones 1 y 2, se situaron a ambos lados de la Bahía de San Sebastián, con una sección de vehículos anfibios a oruga (VAO – LVPT7) y otra de ingenieros. Sus objetivos eran la conquista de los campos petroleros chilenos de Cerro Sombrero y con ello el acceso terrestre a la isla por el paso de transbordadores de Bahía Azul. El Batallón de Vehículos Anfibios (BIVH) apoyaba con los vehículos a oruga (VAO), formados a dos secciones de 9, con uno de reserva, uno de recuperación y otro de mando. Una tercera sección, de anfibios a rueda (VAR), 15 en total, fueron trasladados a Ushuaia, para apoyo logístico y transporte a la fuerza de Infantería de Marina allí basada. Los vehículos anfibios llegaron a la isla a bordo del buque ARA Cándido de Lasala y fueron desembarcados en Caleta la Misión.

### Guerra de las Malvinas
La Operación Rosario (también conocida como la invasión argentina a las Islas Malvinas) fue la recuperación de las Islas Malvinas por parte de la República Argentina el 2 de abril de 1982 por medio de una operación anfibia incruenta, por decisión de la Junta Militar que gobernaba en el país desde 1976, y que estaba compuesta (en ese tiempo) por el teniente general Leopoldo Fortunato Galtieri, el almirante Jorge Isaac Anaya y el brigadier Basilio Lami Dozo, (quienes designaron a Carlos Büsser como principal responsable del operativo militar). El archipiélago estaba bajo control del Reino Unido desde su ocupación en 1833 hasta esta operación. 
Los militares argentinos desalojaron a las autoridades británicas y establecieron una Gobernación militar de las Islas Malvinas, por efecto del decreto nacional 681/82 S.
Las autoridades argentinas planificaron la operación a partir de diciembre de 1981. En marzo de 1982, zarpó una flota expedicionaria del continente. El desembarco inició el 2 de abril y fue ejecutado sin mayores inconvenientes excepto por un muerto en la toma de la Casa de Gobierno. El comandante argentino logró su objetivo sin causar bajas en el enemigo ni los civiles, algo que la dictadura requería para las negociaciones diplomáticas. Al final, las fuerzas argentinas rindieron a la reducida guarnición británica, la cual fue deportada junto al gobernador Rex Hunt.
El sábado 3 de abril el Consejo de Seguridad de las Naciones Unidas aprobó la Resolución 502 que:
1. Exige la cesación inmediata de las hostilidades.
2. Exige la retirada inmediata de todas las fuerzas argentinas de las Islas Malvinas.
3. Exhorta a los Gobiernos de la Argentina y el Reino Unido de Gran Bretaña e Irlanda del Norte a que procuren hallar una solución diplomática a sus diferencias y a que respeten plenamente los propósitos y principios de la Carta de las Naciones Unidas.

15 sobre 30 países votaron a favor de la resolución, uno por encima del mínimo necesario. La dictadura cívico-militar argentina no esperaba este resultado. Con la excepción de Panamá, los miembros del Movimiento de Países No Alineados votaron en contra de la Argentina mientras que la Unión Soviética, España, Polonia y China se abstuvieron.